# Park pałacowy w Kuźnicy Czarnkowskiej
Park pałacowy w Kuźnicy Czarnkowskiej – zabytkowy park, położony we wsi Kuźnica Czarnkowska, w powiecie czarnkowsko-trzcianeckim, w województwie wielkopolskim.
Park w Kuźnicy Czarnkowskiej, założony w drugiej połowie XVIII wieku, wraz z neorenesansowym pałacem i oficyną z 1840 roku, znajduje się na terenie zespołu pałacowego. Zajmuje powierzchnię 6,30 ha i położony jest nad strugą Rudawką. W dobrze zachowanym starodrzewie, w którym przeważają buki oraz lipy drobnolistne, można również spotkać:
- świerki srebrzyste
- platan
- brzozę brodawkowatą
- topole
- tulipanowiec
- tsugę kanadyjską
- lipę srebrzystą

W parku znajdują się dęby szypułkowe, jesion wyniosły oraz wiąz, uznane przez Wojewódzkiego Konserwatora Przyrody za pomniki przyrody.